# Papiro de Brugsch

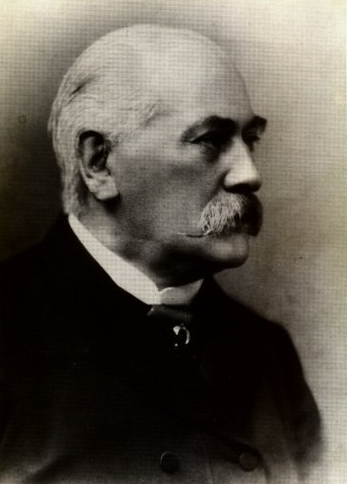
Heinrich Brugsch

O Papiro de Brugsh (Pap. Berl. 3038), também conhecido como Grande Papiro de Berlim, ou simplesmente Papiro de Berlim é um importante Papiro Medicinal Egípcio. Ele foi descoberto por Giuseppe Passalacqua em Saggara, Egito. O rei Frederico Guilherme IV da Prússia o adquiriu em 1827 para o Museu de Berlim, onde ainda é mantido. O estilo de escrita é aquele comum na XIX Dinastia, e o mesmo é datado entre 1350 e 1200 a.C.
O papiro foi estudado inicialmente por Heinrich Karl Brugsch, mas foi traduzido e publicado por Walter Wreszinski em 1909. Somente uma tradução em alemão está disponível.
O mesmo contém vinte e quatro páginas de escrita. Muitas delas paralelas ao conteúdo do Papiro Ebers. Parte dos conteúdos se referem a testes contraceptivos e de fertilidade. Alguns historiadores acreditam que esse papiro foi usado por Galeno em seus escritos.